# Written on Ya Kitten’
A  Written on Ya Kitten a 3. és egyben utolsó kimásolt kislemez a 19 Naughty III című Naughty by Nature albumról. A dal sikeres volt, és a Billboard Hot 100-as lista 93. helyéig jutott. az R&B/Hip-Hop kislemezlistán 53. helyen landolt. A dal később szerepelt a csapat legnagyobb slágereket tartalmazó válogatáson a Nature's Finest: Naughty by Nature's Greatest Hits albumon is.

## Tracklista

### A-oldal
1. "Written on Ya Kitten" (QDIII Radio Edit)- 3:52
2. "Written on Ya Kitten" (Q-Funk Radio Edit)- 4:18
3. "Written on Ya Kitten" (Instrumental)- 4:18

### B-oldal
1. "Written on Ya Kitten" (Shandi's Smooth Radio Edit)- 3:26
2. "Klickow-Klickow"- 5:41 (Featuring Rottin Razkals, Road Dawgs & the Cruddy Click)
3. "Klickow-Klickow" (Instrumental)- 5:41